# Jon Turteltaub

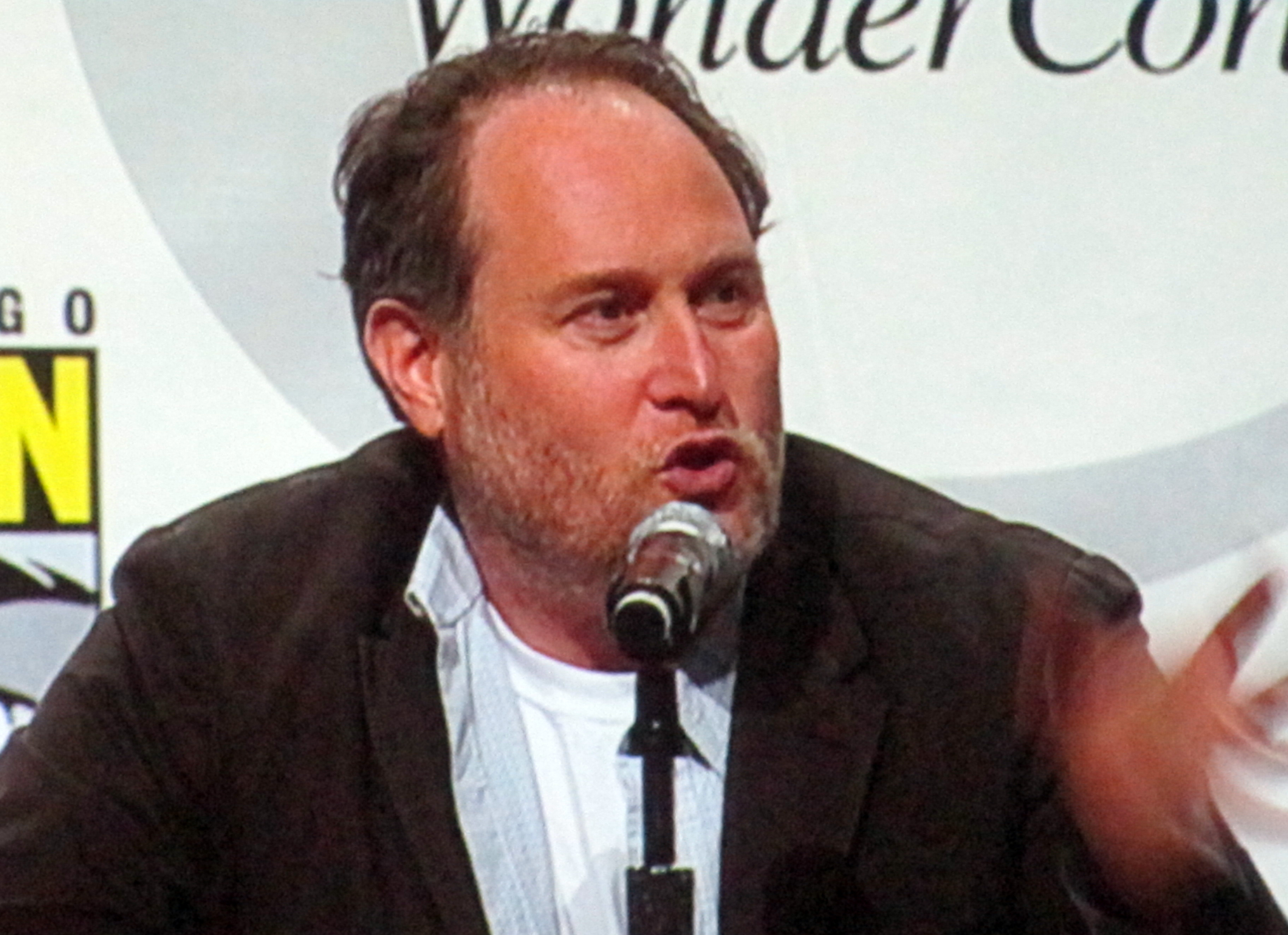
Jon Turteltaub în 2010

Jon Turteltaub (n. 8 august 1963) este un regizor și producător american. A studiat la Facultatea de Arte și este celebru pentru mai multe producții de succes ale Studiourilor Walt Disney. Printre ele se numără Cei trei Ninja, Echipa de Bob, În timp ce tu dormeai, Fenomenul, Instinctul, Pustiul, dar și seria Comoara Națională, în două părți. A mai regizat și celebrul serial de televiziune Jericho.